# Klimowka (Kaliningrad, Prawdinsk)
Klimowka (russisch Климовка, deutsch Wicken) ist ein Ort in der russischen Oblast Kaliningrad (Gebiet Königsberg (Preußen)) und gehört zur Domnowskoje selskoje posselenije (Landgemeinde Domnowo (Domnau)) im Rajon Prawdinsk (Kreis Friedland (Ostpr.)).

## Geographische Lage
Klimowka liegt zwei Kilometer nördlich der russisch-polnischen Staatsgrenze an einer Nebenstraße (ehemals deutsche Reichsstraße 142), die Prawdinsk (Friedland) (12 km) mit dem heute nicht mehr existenten Ort Schirokoje (Schönbruch) (2 km) verbindet und die vor 1945 weiter bis in das heute polnische Bartenstein (polnisch: Bartoszyce) führte. Schönbruch war bis 1945 die nächste Bahnstation an der Bahnstrecke von Wehlau (heute russisch: Snamensk) nach Heilsberg (heute polnisch: Lidzbark Warmiński), die nicht mehr betrieben wird.

## Geschichte

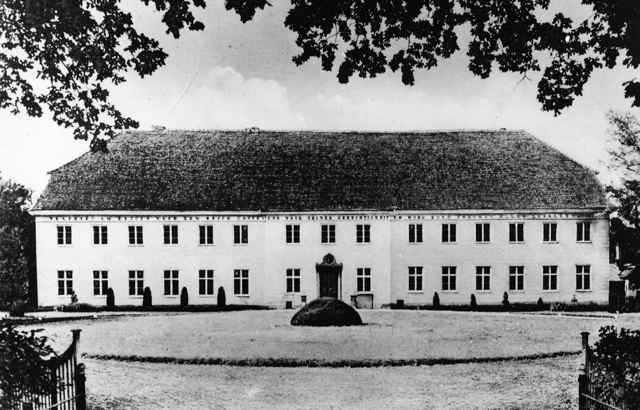
Schloss Wicken (nach 1945 zerstört)

Über Charlotte von Tettau kam das Gut Wicken 1766 in den Besitz ihres Ehemannes Albrecht Wilhelm Graf zu Eulenburg (1704–1772), dessen Familie es bis 1945 besaß.
In den Jahren 1874 bis 1928 gehörte das einst Wicken genannte Gutsdorf zum damals neu entstandenen Amtsbezirk Groß Sporwitten (russisch: Poddubnoje) im Landkreis Friedland, ab 1927 Landkreis Bartenstein (Ostpr.) im Regierungsbezirk Königsberg der preußischen Provinz Ostpreußen.
Im Jahre 1910 waren in Wicken 225 Einwohner registriert. Am 1. November 1928 gab der Gutsbezirk Wicken seine Eigenständigkeit auf und wurde in die Landgemeinde Schönbruch (russischer Teil: Schirokoje, polnischer Teil: Szczurkowo) eingemeindet und kam somit auch zum Amtsbezirk Schönbruch.
Infolge des Zweiten Weltkrieges kam Wicken mit dem nördlichen Ostpreußen zur Sowjetunion und erhielt 1947 die Bezeichnung „Klimowka“. Bis zum Jahr 2009 war es in den Domnowski sowjet (Dorfsowjet Domnowo (Domnau)) eingegliedert und ist seither aufgrund einer Struktur- und Verwaltungsreform eine als „Siedlung“ (russisch: possjolok) eingestufte Ortschaft innerhalb der Domnowskoje selskoje posselenije (Landgemeinde Domnowo) im Rajon Prawdinsk.

## Kirche
Die Einwohnerschaft Wickens war vor 1945 überwiegend evangelischer Konfession und in das Kirchspiel Schönbruch (russischer Teil: Schirokoje, polnischer Teil: Szczurkowo) eingepfarrt. Es lag im Kirchenkreis Friedland (heute russisch: Prawdinsk), später Kirchenkreis Bartenstein (heute polnisch: Bartoszyce) in der Kirchenprovinz Ostpreußen der Kirche der Altpreußischen Union. Der letzte deutsche Geistliche war Pfarrer Johann Hundsdörffer.
Heute liegt Klimowka im Einzugsbereich der evangelischen Kirchengemeinde in Domnowo (Domnau). Sie ist Filialgemeinde der Auferstehungskirche in Kaliningrad (Königsberg) innerhalb der Propstei Kaliningrad in der Evangelisch-Lutherischen Kirche Europäisches Russland (ELKER).

## Söhne und Töchter des Dorfes
- August Heinrici (1812–1881), Superintendent in Gumbinnen
- Botho zu Eulenburg (1831–1912), preußischer Ministerpräsident
- Karl Botho zu Eulenburg (1843–1919), preußischer Offizier, zuletzt General der Kavallerie im Ersten Weltkrieg
- Siegfried zu Eulenburg-Wicken (1870–1961), preußischer Offizier und Gutsherr